# Lonchodectes
Lonchodectes (nombre que significa "mordedor lanza") fue un género de pterosaurio de varias formaciones datando del Turoniense (Cretácico Superior, aunque es posible que sea tan antiguo como el Valanginiense de Inglaterra, mayormente en el área cercana a Kent. La especie perteneciente a este había sido asignada a Ornithocheirus hasta el trabajo de David Unwin en las décadas de 1990 y 2000, y el género no es universalmente aceptado como válido. Varias potenciales especies son conocidas; muchas son restos incompletos, y han tenido varias asignaciones genéricas. El género es parte de los complejos problemas taxonómicos que rodean a los pterosaurios del Cretácico Inferior de Brasil e Inglaterra, como Amblydectes, Anhanguera, Coloborhynchus y Ornithocheirus (y a sus posibles sinónimos Criorhynchus y Tropeognathus).

## Historia y especies
Numerosas especies se han referido a este género a través del tiempo, y únicamente aquellas más ampliamente conectadas con el género están incluidas aquí.

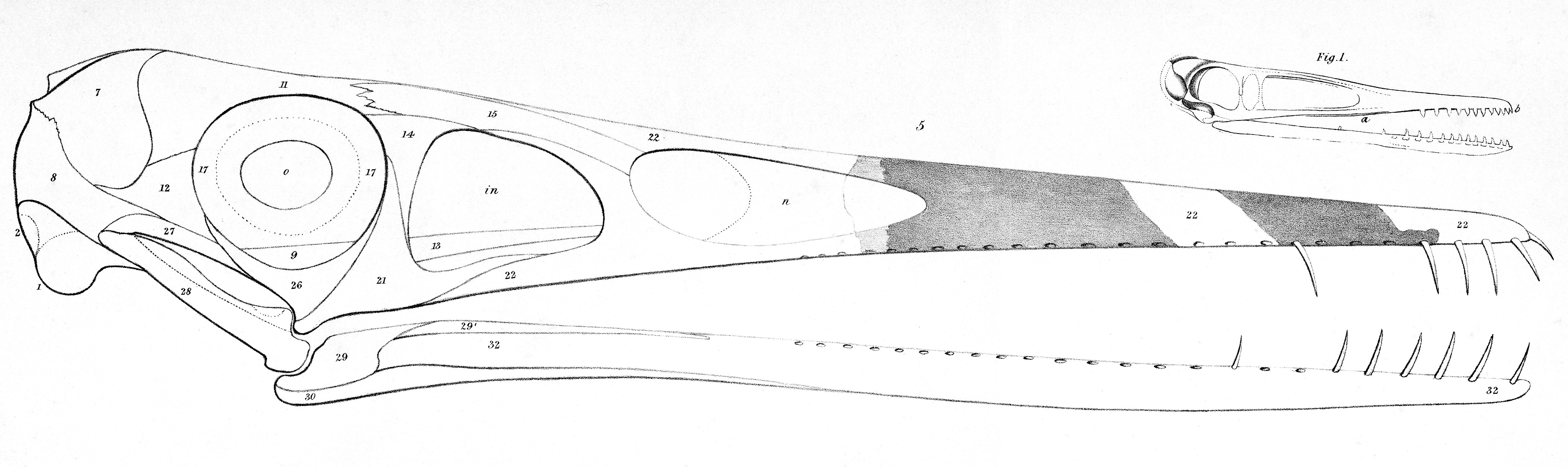
Reconstrucción del cráneo de L. compressirostris de mediados del, mostrando la colocación del espécimen tipo en gris sombreado

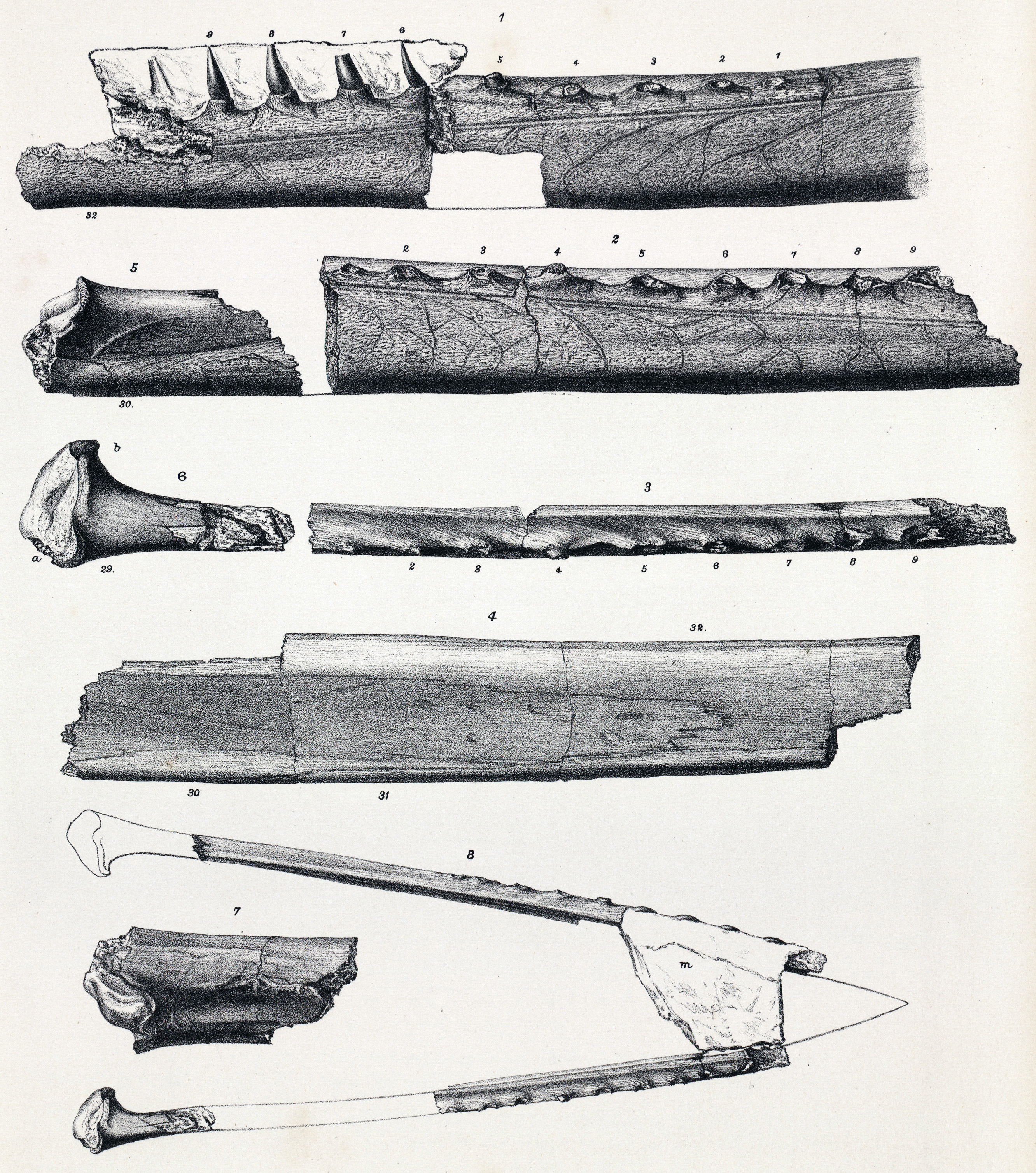
Mandíbula holotipo de la dudosa especie L. sagittirostris en múltiples vistas

La especie tipo, L. compressirostris, está basada en el holotipo BMNH 39410, una mandíbula superior parcial del Turoniano (Cretácico Superior) en la Caliza Superior cerca de Kent. Richard Owen lo nombró en 1851 como una especie de Pterodactylus; ésta fue transferida a Ornithocheirus en 1870 por Harry Govier Seeley, antes de volverse la especie tipo de Lonchodectes en la revisión de Ornithocheirus de Reginald Walter Hooley en 1914. De forma confusa, esta especie por mucho tiempo fue también considerada, incorrectamente, como la especie tipo de Ornithocheirus.
Hooley añadió las otras dos especies en este tiempo, las cuales habían sido originalmente referidas a Pterodactylus y luego a Ornithocheirus: L. giganteus, un fragmento mandibular del Cenomaniense; y L. daviesii, otro fragmento de mandíbula, de una formación del Albiense.
El género adquirió más especies antes asignadas a Pterodactylus y Ornithocheirus en las décadas de 1990 y 2000. L. sagittirostris, basado en el ejemplar BMNH R1823, una mandíbula inferior de los Lechos de Hastings del Este de Sussex de edad del Valanginiense al Hauteriviense en el Cretácico Inferior, y L. platystomus fue transferida en 2000. Dos especies adicionales basadas en fragmentos de mandíbulas, ambos del Albiense de Cambridge Greensand, fueron añadidas en 2003: L. machaerorhynchus y L. microdon, uniendo a L. compressirostris, L. giganteus, L. platystomus y L. sagittirostris en su lista de especies válidas (por lo tanto, especies adicionales dudosas pueden también ser referidas aquí).

## Clasificación
El género es pobremente conocido y no es aceptado universalmente, como se mencionaba anteriormente. En el libro de 1991 de Peter Wellnhofer The Illustrated Encyclopedia of Pterosaurs, que es la otra gran sinopsis reciente de los pterosaurios, escrita antes del trabajo de Unwin, las especies son incluidas en Ornithocheirus (debido a que se pensaba que L. compressirostris era la especie tipo), y de hecho son los fósiles usados para representar al género. Unwin situó a Lonchodectes en su propia familia, Lonchodectidae, la cual él agrupó con los ctenocasmatoides en 2003, y con los azdarcoides, incluyendo a los tapejáridos y azdárquidos, en 2006.

## Paleobiología

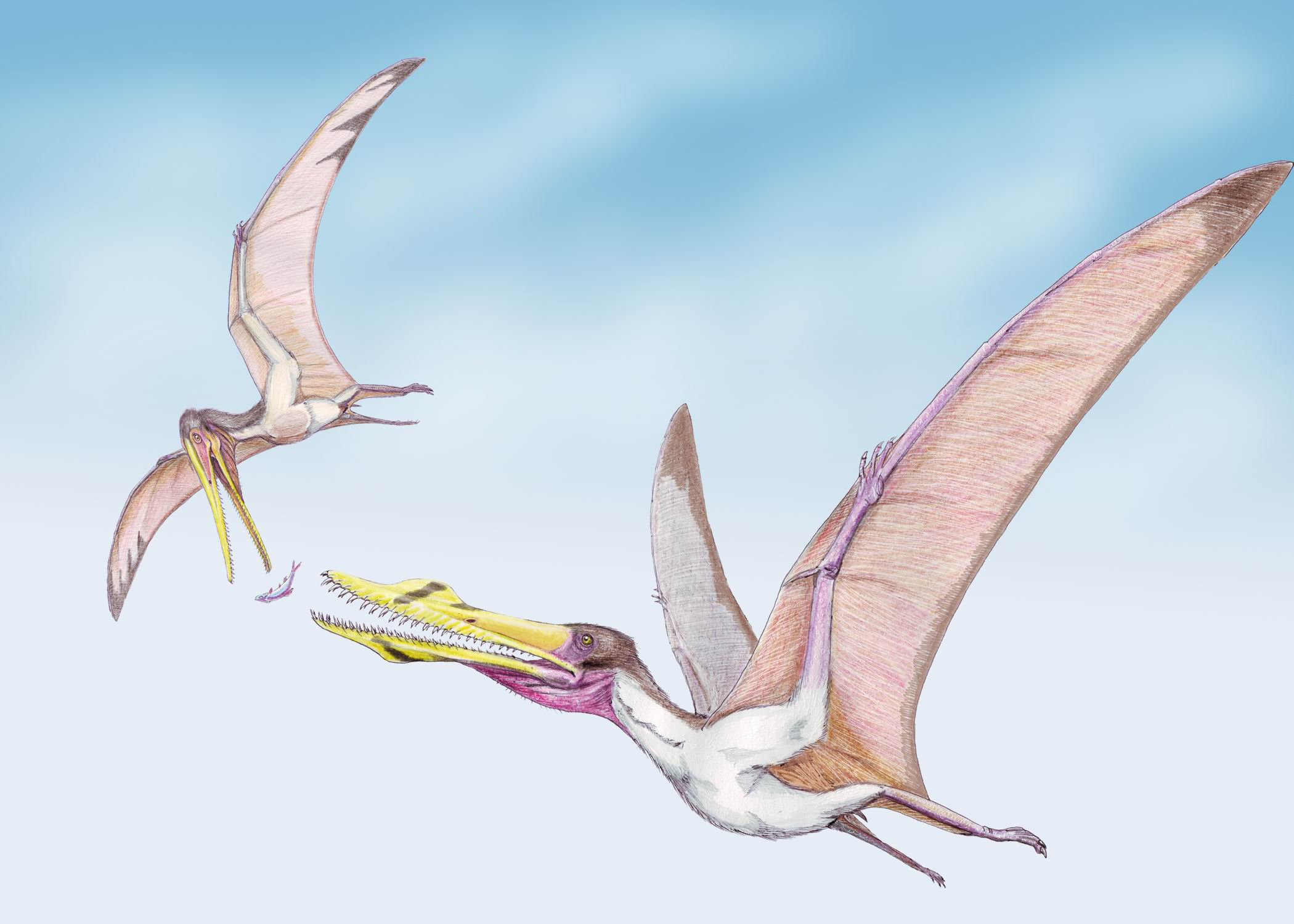
L. compressirostris siendo atacado por un Cimoliopterus

Unwin considera a Lonchodectes como una especie generalista, como una gaviota, debido a sus mandíbulas y dientes más conservadores (como los del mucho más antiguo Pterodactylus) y de tamaño pequeño a medio; él estimó su envergadura máxima en cerca de 2 metros.  Lonchodectes tenía largas mandíbulas con muchos dientes cortos, y las mandíbulas estaban comprimidas verticalmente, como "un par de pinzas para azúcar con dientes". Al menos alguna de estas especies tenía crestas en su mandíbula inferior.
Sin embargo, estudios recientes muestran que sus proporciones de las extremidades son parecidas a las de los azdárquidos, y puede haber vivido de forma similar.